# Kabinet-Gorbach II
De Oostenrijkse Bondsregering-Gorbach II was een kortstondig kabinet dat van 27 maart 1963 tot 2 april 1964 bestond. Het kabinet werd gevormd na de parlementsverkiezingen van 18 november 1962. De onderhandelingen voor een nieuwe bondsregering verliepen buitengewoon moeizaam; maar uiteindelijk kwam het kabinet dan toch gereed. Op 25 februari 1964 diende de bondsregering alweer haar ontslag in toen de Österreichische Volkspartei duidelijk maakte dat zij bondskanselier Alfons Gorbach wilde vervangen door Josef Klaus. Gorbach bleef aan tot de vorming van een nieuwe regering rond was.
| Bondsminister             | Ambtsdrager                                                     | Partij  | Staatssecretaris                                                                         |
| ------------------------- | --------------------------------------------------------------- | ------- | ---------------------------------------------------------------------------------------- |
| Bondskanseliersambt       | Bondskanselier: Alfons Gorbach Vice-kanselier: Bruno Pittermann | ÖVP SPÖ |                                                                                          |
| Binnenlandse Zaken        | Franz Olah                                                      | SPÖ     | Otto Kranzlmayr (ÖVP) (tot 5 november 1963), Franz Soronics (ÖVP) (v.a. 5 november 1963) |
| Justitie                  | Christian Broda                                                 | SPÖ     | Franz Hetzenauer (ÖVP)                                                                   |
| Onderwijs                 | Heinrich Drimmel                                                | ÖVP     |                                                                                          |
| Sociale Zekerheid         | Anton Proksch                                                   | SPÖ     |                                                                                          |
| Financiën                 | Franz Korinek                                                   | ÖVP     |                                                                                          |
| Land- en Bosbouw          | Eduard Hartmann                                                 | ÖVP     |                                                                                          |
| Handel en Wederopbouw     | Fritz Bock                                                      | ÖVP     | Eduard Weikhart (SPÖ) Vinzenz Kotzina (ÖVP)                                              |
| Verkeer en Elektrificatie | Otto Probst                                                     | SPÖ     |                                                                                          |
| Landsverdediging          | Karl Schleinzer                                                 | ÖVP     | Otto Rösch (SPÖ)                                                                         |
| Buitenlandse Zaken        | Bruno Kreisky                                                   | SPÖ     | Ludwig Steiner (ÖVP)                                                                     |

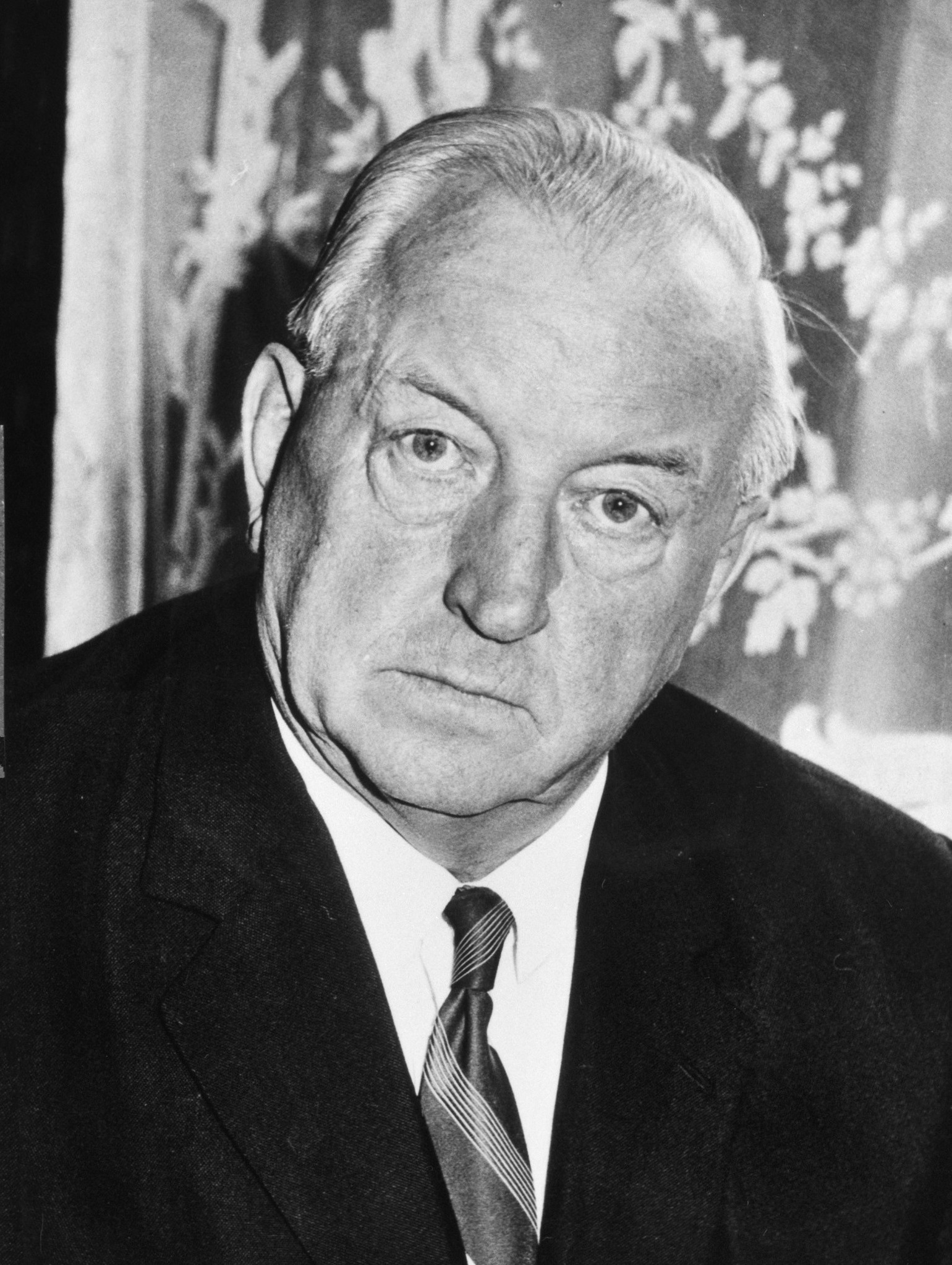
Bondskanselier Alfons Gorbach (ÖVP)
Vice-kanselier Bruno Pittermann (SPÖ)

Renner · Figl I · Figl II · Figl III · Raab I · Raab II · Raab III · Raab IV · Gorbach I · Gorbach II · Klaus I · Klaus II · Kreisky I · Kreisky II · Kreisky III · Kreisky IV · Sinowatz · Vranitzky I · Vranitzky I · Vranitzky III · Vranitzky IV · Vranitzky V · Klima · Schüssel I · Schüssel II · Gusenbauer · Faymann I · Faymann II · Kern · Kurz I · Bierlein · Kurz II · Schallenberg · Nehammer · Stocker